# Mario Bertolissi
Mario Bertolissi (Udine, 28 dicembre 1948) è un costituzionalista italiano.

## Carriera
Laureatosi nel 1973 in Giurisprudenza presso l'Università degli Studi di Padova, dove era studente del Collegio Universitario Don Nicola Mazza, Bertolissi è stato allievo del grande giurista, nonché Presidente della Corte Costituzionale, Livio Paladin. È stato professore ordinario di diritto costituzionale presso la Scuola di Giurisprudenza di Padova fino al 2019. Dal 1978 esercita l'attività di avvocato, anche presso le supreme magistrature. Ha fondato il Centro Studi sulle Istituzioni, a Padova.
Già componente del Consiglio Superiore delle Finanze e della Commissione Statuto del Consiglio regionale del Veneto, tra il 2003 e il 2006 è stato presidente dell'Editoriale Il Gazzettino. È stato Vicepresidente della Fondazione Cassa di Risparmio di Padova e Rovigo ed è attualmente Vicepresidente dell'Associazione "Amici di Giorgio Lago". È componente della Commissione Paritetica per le norme di attuazione dello Statuto della Regione Friuli-Venezia Giulia. Dal 2010 al 2016 è stato vicepresidente del consiglio di sorveglianza di Intesa Sanpaolo. È stato anche membro del consiglio di amministrazione di Equitalia.
Attualmente è membro della delegazione trattante per l'Autonomia del Veneto a seguito del Referendum consultivo per l'autonomia veneta.

## Pubblicazioni
- "L'autonomia finanziaria regionale" (Cedam, 1983)
- "Lineamenti costituzionali del federalismo fiscale" (Cedam, 1989)
- "Rivolta fiscale, federalismo, riforme istituzionali" (Cedam, 1997).
- "L'ordinamento degli enti locali", (Il Mulino, 2002)
- "Gazzettino addio" (Jovene, 2007).
- "Un giorno dopo l'altro" (Jovene, 2010).
- "Contribuenti e parassiti in una società civile" (Jovene, 2012).
- "Agenda Monti, parliamone" (Centro Studi sulle Istituzioni, 2013).
- ”Autonomia. Ragioni e prospettive di una riforma necessaria” (Marsilio, 2019).